# Силахдар
Силахдар или силихтар (турски silahtar, персијски silahdar) — оружник — звање службеника на служби код паше или везира и чији је посао био да се брине о чувању и одржавању оружја.
У књизи Меше Селимовића „Дервиш и смрт“ помиње се то звање.